# Nukulai
Nukulai ist eine kleine Insel im äußersten Süden von Haʻapai im Pazifik. Sie gehört politisch zum Königreich Tonga.

## Geografie
Das Motu liegt im Gebiet von Lulunga. Im Umkreis liegen zahlreiche weitere Inselchen: Luanamo, ʻOʻua, Kongaloto, Tungua, Kito (Keetoo), sowie weitere Riffe.
Die Insel hat einen ausgesprochen runden Grundriss.

## Klima
Das Klima ist tropisch heiß, wird jedoch von ständig wehenden Winden gemäßigt. Ebenso wie die anderen Inseln der Haʻapai-Gruppe wird Nukulai gelegentlich von Zyklonen heimgesucht.